# 讷恩基申莱布宗维尔
讷恩基申-莱布宗维尔（法語：Neunkirchen-lès-Bouzonville，法語發音：[nœnkiʁʃən lɛ buzɔ̃vil]，意为“布宗维尔附近的讷恩基申”；洛林法兰克语：Nongkérchen）是法国摩泽尔省的一个市镇，位于该省北部偏西，属于福尔巴克-布莱摩泽尔区。 

## 地理
讷恩基申-莱布宗维尔（49°21'17"N, 6°33'17"E）面积3.8 平方千米，位于法国大東部大區摩泽尔省，该省份为法国东北部内陆省份，是洛林的一部分，西南接默尔特-摩泽尔省，东临下莱茵省，北与卢森堡和德国接壤。
与讷恩基申-莱布宗维尔接壤的市镇（或旧市镇、城区）包括：科尔门、菲尔斯特罗夫、盖尔斯特兰、什韦尔多夫。
讷恩基申-莱布宗维尔的时区为UTC+01:00、UTC+02:00（夏令时）。

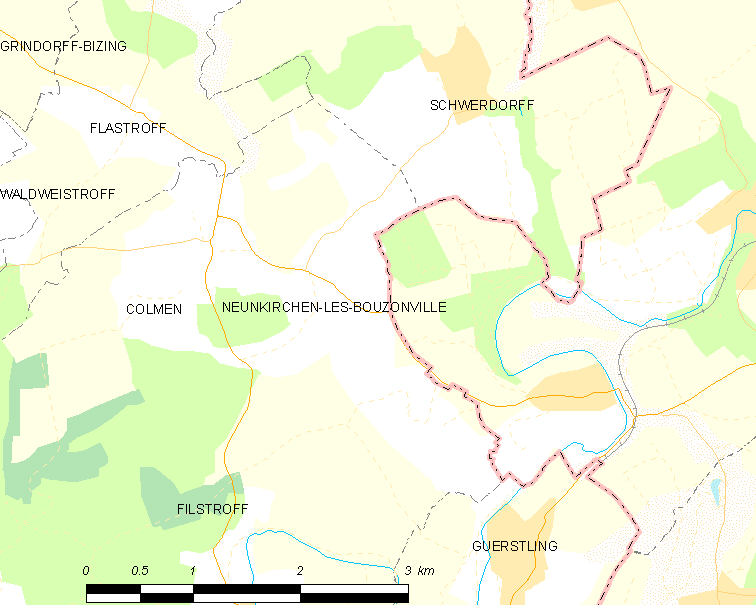
讷恩基申-莱布宗维尔的OSM定位图

## 行政
讷恩基申-莱布宗维尔的邮政编码为57320，INSEE市镇编码为57502。

## 政治
讷恩基申-莱布宗维尔所属的省级选区为布宗维尔县。

## 人口

1962-2008年间讷恩基申-莱布宗维尔人口变化图示

讷恩基申-莱布宗维尔于2022年1月1日时的人口数量为333人。